# 아즈미노이소라
아즈미노이소라(일본어: 阿曇 磯良)는 신토의 신이다. 바다의 신으로 여겨져 아즈미씨의 조상신이 된다. 이소타케라(일본어: 磯武良), 아토베노이소라(일본어: 阿度部 磯良)라고도 한다. 신악에 이끌려 바다에서 나타나 진구 황후에게 용궁의 진주를 주었다는 전설이 있다. 시카우미 신사, 풍랑궁, 와타쓰미 신사, 네카리 신사, 이소라 신사에서 이 신을 모신다.